# Umbonula megastoma
Lepralia megastoma is een mosdiertjessoort uit de familie van de Umbonulidae. De wetenschappelijke naam van de soort is, als Lepralia megastoma, voor het eerst geldig gepubliceerd in 1859 door Busk.